# Reines d'un jour
Pour plus de détails, voir Fiche technique et Distribution.
Reines d'un jour est un film français réalisé par Marion Vernoux, sorti le 24 octobre 2001.

## Synopsis
Le film raconte les aventures entrecroisées de différents personnages au cours d'une journée de la fin décembre 2000 à Paris.

Marie Larue, engagée pour prendre les photos d'un mariage a couché avec le marié et découvre qu'elle est enceinte. Luis Del Sol, chauffeur de bus, apprend en plein service que sa femme le quitte. Hortense Lassalle, orthophoniste, profite d'un déplacement de son mari pour passer la soirée avec son amant, mais celui-ci ayant perdu son téléphone portable est injoignable. Maurice Degombert, ancien producteur de télévision devenu alcoolique, attend avec angoisse la visite annoncée d'une femme qui l'a quitté vingt ans auparavant.
Le film suit l'évolution des personnages au cours de cette journée, jusqu'à l'aube du jour suivant.
Il y a de nombreux lieux communs où les personnages se rencontrent : le bar de Shermann, le coiffeur, l'immeuble de Maurice, le restaurant Chez Coco, etc. De plus le mariage est l'événement qui sert à relier tous les personnages entre eux. 

## Fiche technique
- Titre : Reines d'un jour
- Réalisation : Marion Vernoux
- Scénario : Nathalie Kristy et Marion Vernoux
- Production : Alain Rozanès et Pascal Verroust
- Budget : 20 millions de francs
- Musique : Alexandre Desplat, chanson Le vent par Catherine Ringer
- Photographie : Dominique Colin
- Montage : Lise Beaulieu
- Pays de production :  France
- Format : couleurs - 1,85:1 - Dolby Digital - 35 mm
- Genre : comédie dramatique, film choral
- Durée : 96 minutes
- Dates de sortie : 
  - France : 24 octobre 2001
  - Belgique : 31 octobre 2001

## Distribution
- Karin Viard : Hortense Lassalle
- Hélène Fillières : Marie Larue
- Victor Lanoux : Maurice Degombert
- Jane Birkin : Jane
- Sergi López : Luis Del Sol
- Clémentine Célarié : Michèle
- Gilbert Melki : Shermann
- Melvil Poupaud : Ben
- Jonathan Zaccaï : Pierre
- Valérie Benguigui : Stéphanie
- Marie-Sophie L. : Patricia Shermann
- Philippe Harel : Antoine Lassalle
- Evelyne Buyle : Evelyne, la secrétaire
- Atmen Kelif : Jean-Mi
- Joseph Malerba : Marco, l'ostéopathe
- Manon Gaurin : Lucie

## Distinctions
- 2002 : Nomination au César du meilleur espoir féminin pour Hélène Fillières.